# Anni 1410
Gli anni 1410 sono il decennio che comprende gli anni dal 1410 al 1419 inclusi.

## Eventi, invenzioni e scoperte
- Il 15 luglio 1410 ebbe inizio la famosa Battaglia di Grunwald.
- 1415: Insperata vittoria inglese nei pressi di Azincourt. Un tassello importante nello scenario della Guerra dei Cent'Anni.